# Toro Rosso STR9
La Toro Rosso STR9 è una vettura da Formula 1 realizzata dalla Toro Rosso per partecipare al Campionato mondiale di Formula 1 2014.
La vettura è stata presentata il 27 gennaio 2014 a Jerez, in Spagna.

## Livrea e sponsor
La livrea è la stessa del precedente campionato: rossa e blu. Sul cofano motore spicca il simbolo del top sponsor, Red Bull, un toro di colore rosso. Sull'ala posteriore si trova, invece, lo sponsor Cepsa. È presente come sponsor Renault, il nuovo fornitore di motori.

## Tecnica
La STR9 è stata realizzata sotto la direzione di Luca Furbatto. Rispetto agli anni precedenti, ora la vettura impiega propulsori V6 Turbo di origine Renault abbinati ad un cambio ad otto rapporti simile a quello montato sulla Red Bull RB10. Il motore sfrutta un intercooler del turbo di tipo aria/aria. Il design è stato curato da James Key, il quale ha adottato per il frontale una configurazione a proboscide. L'airbox presenta due diverse aperture per il raffreddamento del V6 e dei radiatori.
La vettura propose tra i motorizzati Renault uno schema di raffreddamento molto diverso da quello di RedBull, Lotus e Caterham, anch'essi dotati del V6 Renault.
La sospensione anteriore mantiene il tradizionale schema push rod, riallineando i bracci che non sono più inclinati a vantaggio di geometrie più efficaci, mentre quella posteriore è pull-rod. L'ala davanti e le paratie laterali sono state studiate per schermare le ruote anteriori. Le bocche dei radiatori di forma triangolare nelle pance laterali sono di piccole dimensioni. 
All'inizio stagione il supporto dell'alettone posteriore non dispone di due piloncini centrali, ma si appoggia con le paratie laterali al profilo che si poggia sul fondo.
Durante la stagione la vettura ritorna alla configurazione con a singolo pilone centrale.
Rispetto alla soluzione lancio, il naso a probascide evolve durante la stagione andando verso linee più sinuose gia' nella prima gara e poi ad una forma più squadrata da meta' stagione.

## Piloti
| Piloti ufficiali   | Piloti ufficiali | Piloti ufficiali |
| Nazione            | Nome             | Numero           |
| ------------------ | ---------------- | ---------------- |
| Francia (bandiera) | Jean-Éric Vergne | 25               |
| Russia (bandiera)  | Daniil Kvjat     | 26               |

## Scheda tecnica[5]

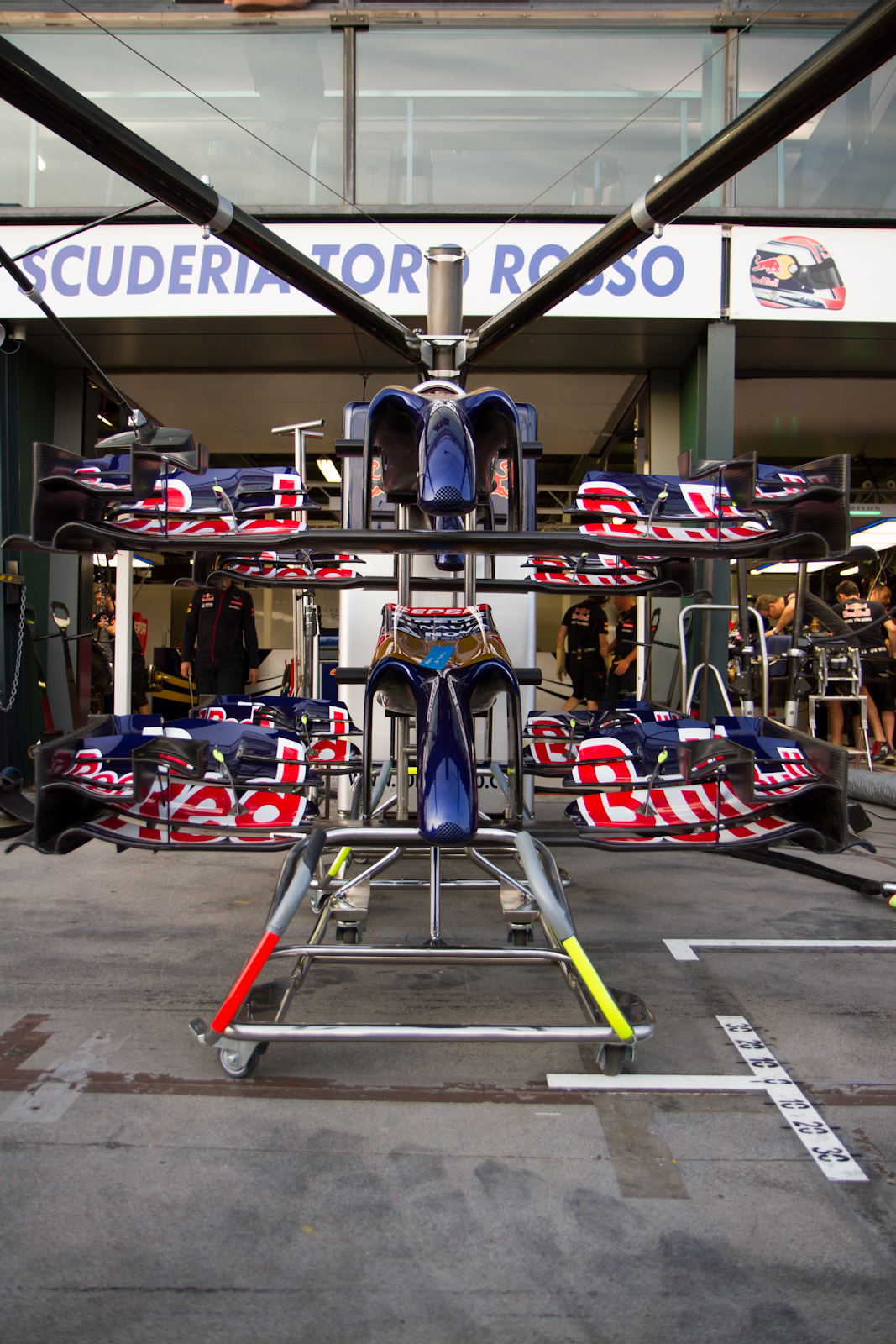
Musetto e alettone usati sulla STR9 al Gran Premio d'Australia 2014

- Telaio: monoscocca in fibra di carbonio e materiali compositi
- Trazione: posteriore
- Frizione: AP Racing bidisco in carbonio
- Cambio: scatola in lega di alluminio e carbonio Toro Rosso, con ingranaggeria X-Trac: 8 marce + RM con comando semiautomatico sequenziale
- Freni: doppio circuito separato, con dischi e pastiglie in carbonio Brembo, pinze ant. da 6 pompanti e posteriori da 4 pompanti con sistema brake by wire Scuderia Toro Rosso
- Motore: Renault Energy-F1
  - Num. cilindri e disposizione: 6 a V 90°
  - Cilindrata: 1 600 cm³
  - Potenza: 600 Cv (motore termico) + 160 Cv (ERS)
  - Alesaggio: 80 mm
  - Corsa: 53 mm
  - Distribuzione: doppio albero a camme in testa con 4 valvole per cilindro
  - Valvole: 24
  - Peso: 145 kg
  - Alimentazione: iniezione elettronica diretta digitale Bosch con mono-iniettore a 500 bar di pressione con sovralimentazione a turbina monostadio BorgWarner
- Raffreddamento: radiatori, scambiatori di calore e intercooler aria/aria Scuderia Toro Rosso
- Peso vettura: 691 kg con pilota e telecamere
- Sospensioni: Anteriore con schema push rod, doppi triangoli in carbonio, con barre di torsione, ammortizzatori Multimatic e barra antirollio entrobordo
Posteriore con schema pull rod, con doppi triangoli sovrapposti, barre di torsione, ammortizzatori Multimatic/Penske e barra antirollio
- Pneumatici: Pirelli
- Cerchi: AppTech forgiati in magnesio da 13"

## Stagione
La stagione seguì grossomodo la falsariga delle precedenti, con Vergne e l'esordiente Kvjat in grado di lottare occasionalmente per i punti e di far segnare qualche isolato exploit, soprattutto in qualifica. 
Al debutto fu l'unico team motorizzato Renault a portare entrambe le vetture al traguardo della prima gara dell'epoca ibrida della Formula 1.
In quest'ambito a mettersi in luce fu il pilota russo, capace di portare la propria vettura al quinto posto sulla griglia di partenza nel Gran Premio di casa e in quello conclusivo di Abu Dhabi. In gara fu, invece, il più esperto Vergne a mettersi in luce, conquistando 22 dei 30 punti finali e un sesto posto nel Gran Premio di Singapore come miglior risultato.
La scuderia chiuse la stagione al settimo posto nella classifica costruttori, con 30 punti, in forte crescita rispetto alle due precedenti stagioni.

## Risultati F1
| Anno | Team                | Motore                    | Gomme | Piloti |   |     |     |    |     |     |     |     |    |     |    |    |    |    |    |    |    |    |     | Punti | Pos. |
| ---- | ------------------- | ------------------------- | ----- | ------ | - | --- | --- | -- | --- | --- | --- | --- | -- | --- | -- | -- | -- | -- | -- | -- | -- | -- | --- | ----- | ---- |
| 2014 | Scuderia Toro Rosso | Renault Energy F1 2014 V6 | P     | Vergne | 8 | Rit | Rit | 12 | Rit | Rit | 8   | Rit | 10 | 13  | 9  | 11 | 13 | 6  | 9  | 13 | 10 | 13 | 12  | 30    | 7º   |
| 2014 | Scuderia Toro Rosso | Renault Energy F1 2014 V6 | P     | Kvjat  | 9 | 10  | 11  | 10 | 14  | Rit | Rit | Rit | 9  | Rit | 14 | 9  | 11 | 14 | 11 | 14 | 15 | 11 | Rit | 30    | 7º   |

| Legenda | 1º posto     | 2º posto | 3º posto    | A punti         | Senza punti/Non class.  | Grassetto – Pole position Corsivo – Giro più veloce |
| Legenda | Squalificato | Ritirato | Non partito | Non qualificato | Solo prove/Terzo pilota | Grassetto – Pole position Corsivo – Giro più veloce |